# Lukostřelba

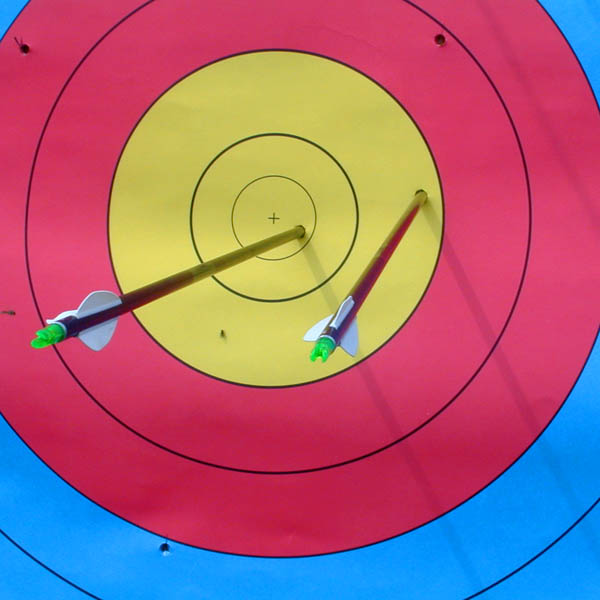
Terč pro sportovní lukostřelbu - jak patrno, každý závodník touží po trefě "do žlutého"

Lukostřelba neboli též střelba z luku je praktické lovecké a vojenské umění a z něj vzniklé sportovní odvětví, jehož tradice je stará desítky tisíc let. Jedná se o samostatné sportovní odvětví, respektive o specifický olympijský sport. Je také národním sportem v Bhútánu, státu v jižní Asii.
Obecně lze dnes lukostřelbu zařadit do sportovních činností, jejichž cílem je střílet co nejpřesněji z různých vzdáleností do terče a zásahy získat co nejvíce bodů.

## Sportovní lukostřelba
Nejrozšířenější soutěžní forma lukostřelby spočívá ve střelbě na přesnost z předem dané vzdálenosti nebo několika daných vzdáleností. Tento způsob soutěže se nazývá terčová lukostřelba a je organizován Světovou lukostřeleckou federací (WA), respektive jejími podřízenými národními organizacemi. V České republice je to Český lukostřelecký svaz (ČLS).
Další disciplínou oblíbenou zejména v Evropě a Americe je terénní lukostřelba, kde se střílí do terčů rozmístěných na různé vzdálenosti v přírodě. Existují další typy lukostřeleckých soutěží jako 3D lukostřelba nebo soutěže s historizujícím vybavením. 
Lukostřelba je provozována i handicapovanými sportovci, kdy jde o tzv. Para-Archery.

### Terčová lukostřelba

Terčová lukostřelba v 80. letech v Západním Německu

Terčová lukostřelba je zaštítěna Mezinárodní lukostřeleckou organizací, World Archery (WA) dříve FITA (Fédération Internationale de Tir à l'Arc). WA je členem Mezinárodního olympijského výboru, terčová lukostřelba je jedním z olympijských sportů. Soutěž v terčové lukostřelbě probíhá obvykle pod širým nebem na travnaté ploše. V našich zeměpisných šířkách se jedná o letní sport.[zdroj⁠?!] Střílí se na vzdálenosti 30 m až 70 m. Existuje halová (indoor) lukostřelba, kde se střílí na 18 m nebo 25 m a závody probíhají v zimě v hale. Terénní lukostřelba se obvykle skládá z 12 známých a 12 neznámých figur (terčů), celkem tedy 24 pozic rozprostřených na okruhu v terénu, např. v parku.
Závodníci střílí po sadách, která se skládá ze 3 nebo 6 šípů. Po každé sadě se všichni střelci vydají k terčům pro zapsání skóre a vytažení šípů. Na vystřelení každé sady platí omezený časový úsek.
Terče jsou tvořeny 11 soustřednými kruhy, které mají hodnotu od 1 do 10. Jedenáctý kruh je tzv. X, má hodnotu 10 a vyšší počet X rozhoduje při shodném nástřelu. Velikost (průměr) terče je závislá na vzdálenosti. Průměr terče se pohybuje od 20 cm do 122 cm.

Oficiální FITA terč

#### Typy jednotlivých sestav
- FITA sestava (FITA)
- FITA 70 sestava (FITA 70)
- Olympijská FITA sestava
- Halová 18 M WA sestava (H18)

Tyto sestavy existují také v žákovské kategorii. Pravidla WA popisují další typy terčových sestav, které se od těchto liší jinými vzdálenostmi terčů a různým počtem výstřelů.

### Terénní lukostřelba

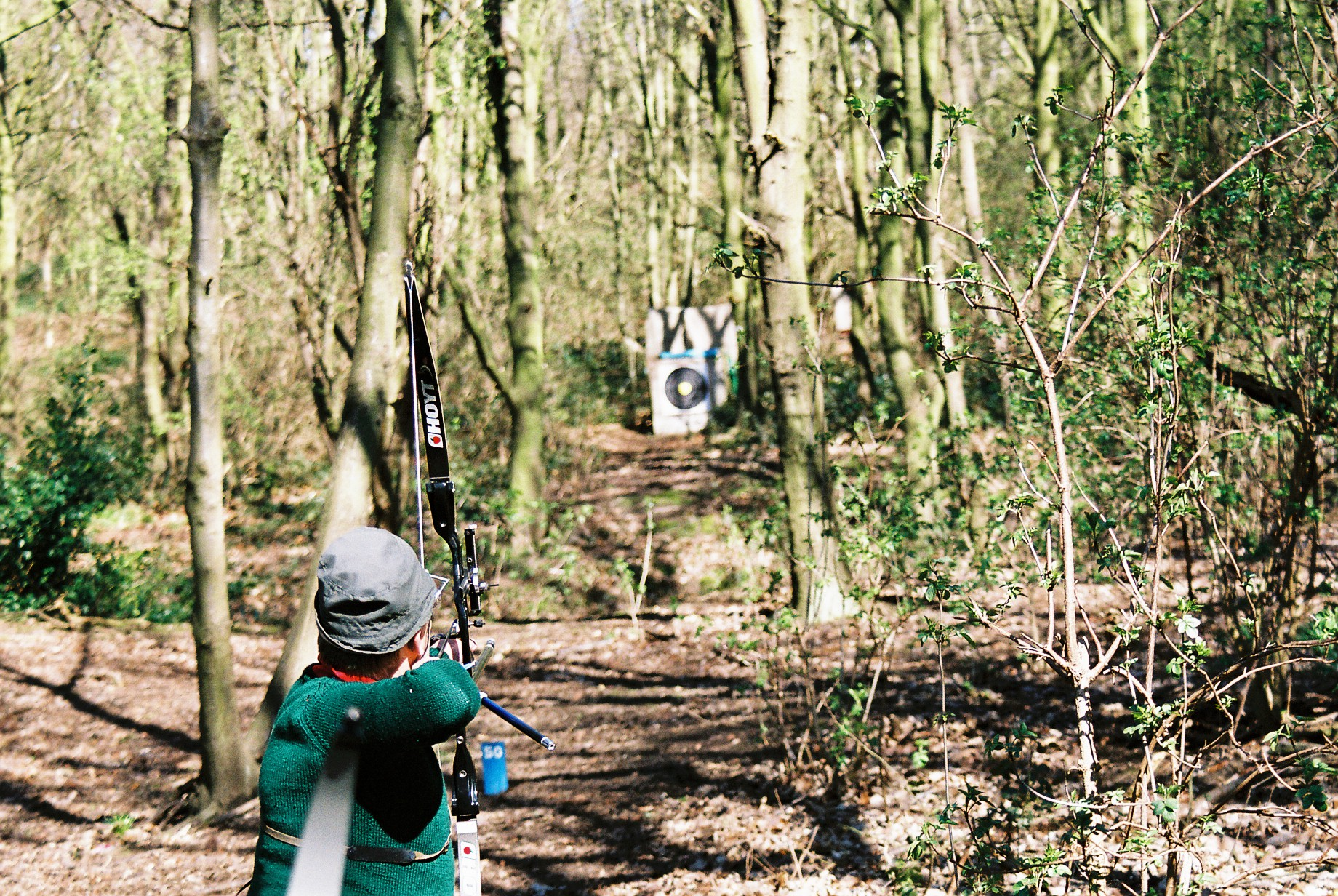
Terč na terénní lukostřelbě

Terénní lukostřelba je disciplína spočívající ve střelbě na terče rozmístěné na různé (i neoznačené, neznámé) vzdálenosti v přírodě – lesích, loukách a parcích. Jednou z hlavních výzev tohoto sportu je schopnost střílet z kopce i do kopce, nebo mezi stromy, která musí být spojena se schopností dobře odhadnout vzdálenost.
Soutěže v terénní lukostřelbě se obvykle organizují dle pravidel IFAA (Internation Field Archery Association), nebo dle pravidel Světové lukostřelecké federace (WA). V České republice jsou soutěže obvykle pořádány dle pravidel WA.
Soutěž probíhá v přírodním prostředí, například na okraji lesa. Obvykle je závod jednokolový, na 24 stanovišť, kde jsou namíchané známé i neznámé vzdálenosti. Někteří pořadatelé v případě nedostatku místa organizují okruh obsahující 2 x 12 stanovišť. V prvním kole se začíná na terče umístěné do neoznačené vzdálenosti, v druhém kole jsou obvykle stanoviště pozměněna a je doplněna informace o vzdálenosti k terči. Na každém terči lukostřelci vyšlou k terči tři šípy.

### 3D lukostřelba

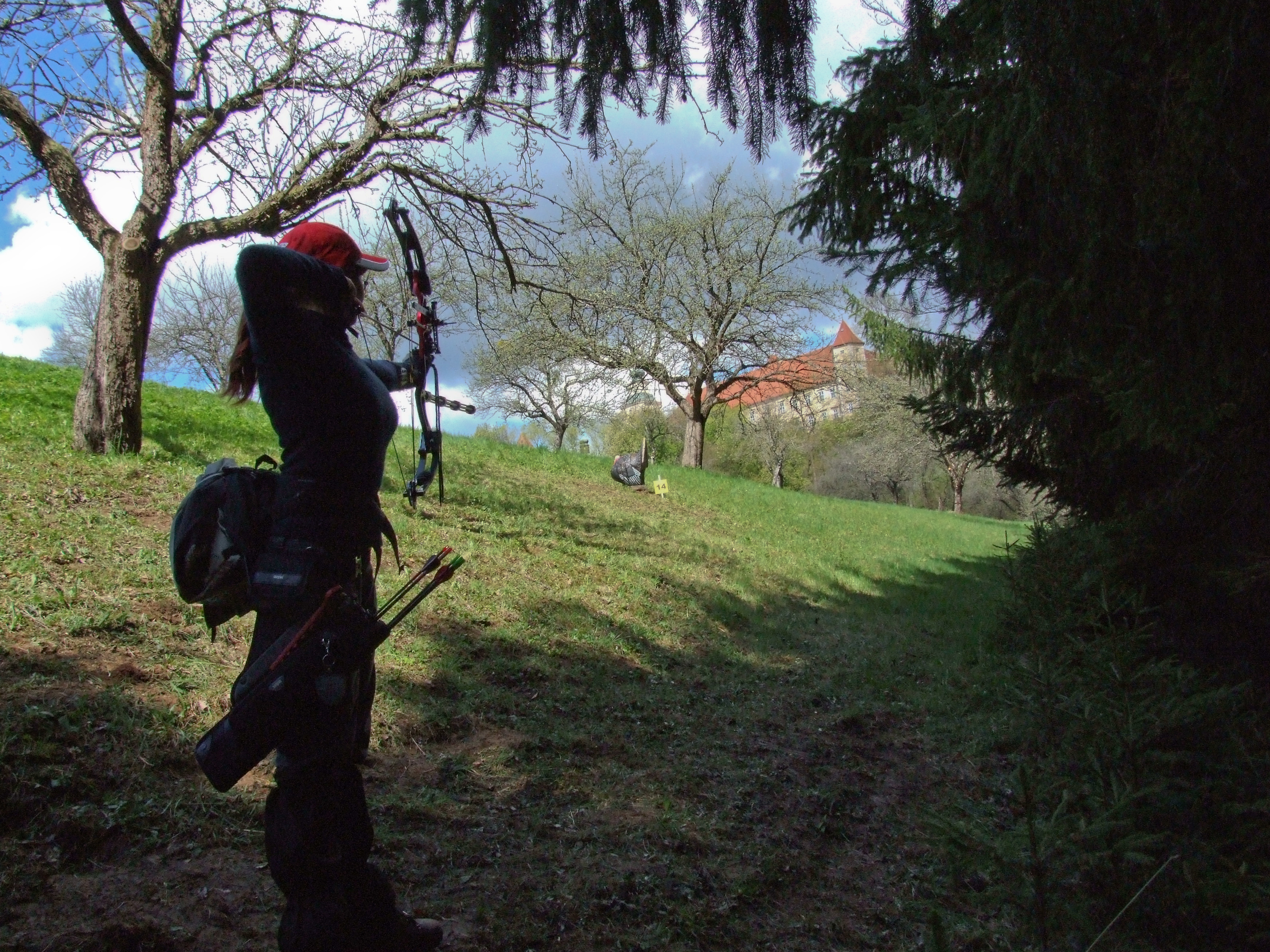
Lukostřelkyně na okruhu 3D lukostřelby střílející do krocana

3D lukostřelba, někdy také 3-D lukostřelba, je druhem sportovní lukostřelby, jejímž hlavním rozpoznávacím znakem je střelba na 3D figuríny zvířat v životní velikosti, odtud tedy název "3D". Soutěž vždy probíhá v přírodním prostředí, často v relativně náročném terénu. Střelci se pohybují po trati sestavené z jednotlivých stanovišť – 3D terčů. Počet vystřelených šípů se liší podle pravidel a s ohledem na to, zdali se jedná o lovecké (tedy 1 šíp, druhý opravný při nezasažení teč) nebo na dva šípy (MZP/ČP/ČLS...). Vždy se střílí na neznámou vzdálenost k terči.

### Tradiční lukostřelba
Tradiční lukostřelba se provozuje luky, které vychází z historické předlohy. Luky mohou být vyrobeny z tradičních materiálů (dřevo, bambus, rohovina, šlachy…), případně s použitím moderních materiálů (laminát, karbon…). Luky nejsou vybaveny stabilizátory ani mířidly. Šípy jsou podle druhu luku tedy karbonové nebo dřevěné. V České republice probíhá několik soutěží v tradiční lukostřelbě pořádaných zájmovými sdruženími či dobrovolníky (například Lukostřelecká liga pod hlavičkou Asociace tradiční lukostřelby). Disciplíny na soutěžích jsou různorodé, přičemž se klade důraz na všestrannost (střelba na pevné či pohyblivé cíle, často s časovým limitem a měnící se vzdálenosti), a mohou se lišit v závislosti od organizátora nebo charakteru soutěže. Mezi nejznámější soutěže v tradiční lukostřelbě patří Lukohrátky, Všetický Letní Naadam, První jarní šíp, Genius Loci a další.

## Nářadí použité střelcem
- reflexní luk – recurve bow
- kladkový luk – compound bow
- holý luk – bare bow
- tradiční luk
- dlouhý luk (anglický luk) – long bow
- yumi – japonský luk
- silný luk – war bow luk nad 80#
- primitivní luk – jezdecký luk – PB-HB